# Sammy Harkham
Sammy Harkham   (Los Angeles, 21 de maig de 1980) és un dibuixant i editor de còmics estatunidenc, conegut sobretot per haver editat l'antologia de còmics alternatius Kramers Ergot.
El seu propi treball es pot trobar a la seva sèrie de còmics Crickets, que va ser publicada per Drawn & Quarterly durant els seus dos primers números però que ara és autoedita. Blood of the Virgin, que es va publicar com una història estesa a Crickets durant 14 anys, va ser publicada en forma recopilatòria el maig de 2023 per Pantheon Books.
És copropietari de la llibreria Family Bookstore de Los Angeles i cofundador de Cinefamily (ara coneguda com a Fairfax Cinema). El seu pare és el desenvolupador Uri Harkham.

## Premis i honors
- Nominada al Premi Ignatz 2002 per a Nous Talents Prometedors
- Premi de llibre del Los Angeles Times 2012 per Tot junt: històries completes[3]